# Roger Establet
Roger Establet, född 1938, är en fransk sociolog. Han är särskilt inriktad på utbildningssociologi.

## Biografi
Establet studerade filosofi och sociologi vid École normale supérieure. Han har publicerat en lång rad böcker, emellanåt tillsammans med sociologen Christian Baudelot. År 1965 utgav han Att läsa Kapitalet (Lire Le Capital) tillsammans med Louis Althusser, Étienne Balibar, Pierre Macherey och Jacques Rancière. Verket är en nyläsning av Kapitalet av Karl Marx och innehåller bland annat diskussioner om arbetsvärdeteorin, dialektisk materialism och historisk materialism.